# Comitas oahuensis
Comitas oahuensis es una especie de gastrópodo del género Comitas, perteneciente la familia Turridae.